# Segredo (álbum)
Segredo é um disco de Amália Rodrigues, lançado em Novembro de 1997, pela EMI-Valentim de Carvalho. O álbum contém gravações inéditas realizadas entre 1965 e 1975.
Sete fados inéditos são de Alain Oulman: “medo”, “Amor em casa”, “Verde pino, verde mastro”, “É da torre mais alta” e “Procura”, e “As mãos que trago” e “Abril”. Segundo o jornalista Fernando Magalhães todo o disco é importante pois "Em todos eles, em maior ou menor grau, está presente a alma do fado, que é como quem diz, a alma de Amália. Escutá-la é escutar a voz de um rio de múltiplos cursos, mas todos eles desaguando em Portugal."

## Alinhamento
1. Medo - Reinaldo Ferreira e Alain Oulman
2. Primavera - David Mourão Ferreira e Pedro Rodrigues
3. As Mãos Que Trago - Cecília Meireles e Alain Oulman
4. Longe Daqui - Hernâni Correia e Arlindo de Carvalho
5. Minha Boca Não Se Atreve - Amalia Rodrigues e José Fontes Rocha
6. Amor Sem Casa -  D.R. e Alain Oulman
7. Verde Pino, Verde Mastro - Alexandre O`Neil e Alain Oulman
8. Não É Desgraça Ser Pobre - Norberto Araújo e José A. Santos Moreira
9. É Da Torre Mais Alta - José Carlos Ary dos Santos e Alain Oulman
10. Abril - Manuel Alegre e Alain Oulman
11. Procura - António de Sousa e Alain Oulman
12. Cansaço - Luís de Macedo e Joaquim Campos